# بخش کارگل
بخش کارگل (به انگلیسی: Kargil district) یک بخش در هند است که در جامو و کشمیر واقع شده‌است. بخش کارگل ۱۴٬۰۸۶ کیلومتر مربع مساحت و ۱۴۳٬۳۸۸ نفر جمعیت دارد و ۲٬۶۷۶ متر بالاتر از سطح دریا واقع شده‌است.